# 載瓦人
载瓦族（Zaiwa， tsau˧˩va˥˩; Tsaiwa, Tsaiva）是景颇族的一支，屬于藏缅语族的缅语支，有10多万人，分布在中国云南省和缅甸克钦邦。多数操载瓦语的人会说景颇语。
中国的载瓦人有8万，占景颇族的多数；缅甸的载瓦人有3万，称为阿齐族（Atsi），属于克钦族群。载瓦是自称，阿齐是景颇语对载瓦人的称呼。
中华人民共和国建立后，创造出载瓦文，载瓦语被书写。和景颇文一样，载瓦文不标声调符号。